# 원더보이 III: 몬스터 레어
《원더보이 III: 몬스터 레어》(Wonder Boy III: Monster Lair, ワンダーボーイIII モンスターレア)는 웨스톤 비트 엔터테인먼트가 개발하고 세가가 배급한 가로진행 슈팅 액션 게임이다. 《원더보이》 시리즈의 세번째 작품으로, 1988년 11월 아케이드로 출시됐다. 이전 작품들과는 달리 화면이 자동으로 진행되는 게임플레이를 도입해, 두 명이 동시에 플레이할 수 있다.
1989년에는 PC 엔진 CD 이식판이 허드슨 소프트가 제작해 출시됐다.1990년에는 세가가 직접 제작한 메가 드라이브판이 발매됐다. 이후 2007년, 2009년에 각각 PC 엔진 CD 및 메가 드라이브판이 Wii 버추얼 콘솔로 디지털 재발매됐다. 2011년에는 마이크로소프트 윈도우로 출시된 합본 《세가 메가 드라이브 & 제네시스 클래식스》에 수록됐다.